# Шариф Абдур Рахим
Шариф Абдур-Рахим (енгл. Shareef Abdur-Rahim; Маријета, Џорџија, 11. децембар 1976) бивши је амерички кошаркаш и кошаркашки тренер. Играо је на позицијама крила и крилног центра.
На драфту 1996. одабрали су га Ванкувер гризлиси као 3. пика.

## Успеси

### Репрезентативни
- Олимпијске игре:  2000.

### Појединачни
- НБА Ол-стар меч (1): 2002.
- Идеални тим новајлија НБА — прва постава: 1996/97.